# Kerženěc
Kerženěc (rusky Керженец) je řeka v Nižněnovgorodské oblasti v Rusku. Je 290 km dlouhá. Povodí má rozlohu 6140 km².

## Průběh toku
Protéká Volžsko-vetlužskou nížinou v širokém údolí. Říční koryto je členité. Do roku 1982 ústil Kerženěc zleva do Volhy, přičemž se rozděluje na ramena. Po postavení Čeboksarské přehrady na Volze ústí do ní a jeho dolní tok je pod vlivem jejího vzdutí.

## Vodní stav
Průměrný roční průtok vody v ústí činí 19,6 m³/s. Zamrzá v listopadu a rozmrzá v dubnu.

## Využití
Řeka je splavná pro vodáky. V 17. až 19. století měli v borových a smrkových lesích sídla starověrci.